# Gagrella opaca
Gagrella opaca is een hooiwagen uit de familie Sclerosomatidae.